# Boerenhof in Heist

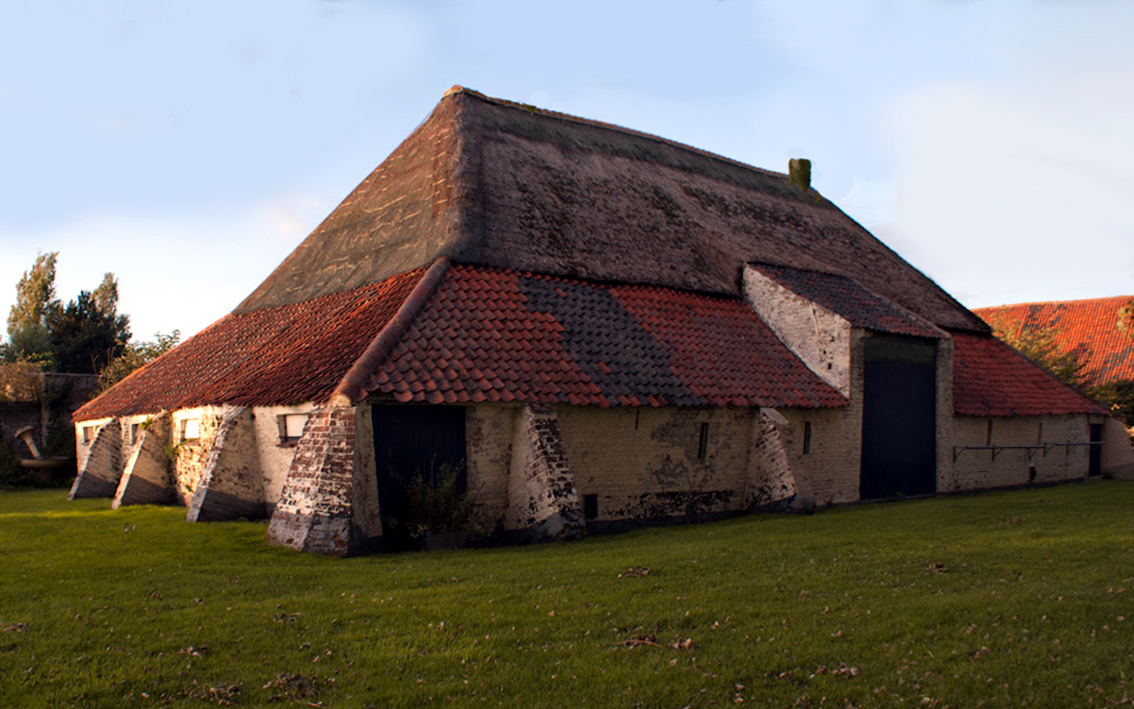
De 18e-eeuwse schuur van het Boerenhof in Heist-aan-Zee.

Het Boerenhof is het oudste gebouw in Heist-aan-zee, bestaande uit een hoevehuis en een grote bergschuur, beide uit de 18e eeuw. 

## Geschiedenis
De plaats is belangrijk voor de geschiedenis van Heist omdat het Boerenhof gelegen is op de oudste woonterp van de parochie Koudekercke, onder de Evendijk. 
De hoeve in Friese stijl dateert uit 1788 en zou gebouwd zijn naar het model van de middeleeuwse tiendenschuur uit de 12e eeuw die amper 100 meter verder stond vlak naast de eerste kerk van Heyst. De schuur ernaast zou van 1737 dateren. Er zijn sporen dat er op deze plaats al een gebouw stond in de 15e eeuw.
De hoeve en het omliggende land waren bijna 150 jaar lang eigendom van de familie Quintens, de grootste boer van Heist. Volgens het Kadaster werd de hoeve en bijhorende schuren, tuin, weide en akker in 1925 verkocht aan de familie Goormachtigh.
Het gemeentebestuur kocht het domein aan in 1950 in het kader van de inrichting van het nieuwe Stationskwartier.
In 1960 werden de hoeve en schuur opnieuw verkocht aan particulieren. De gebouwen zijn bouwkundig erfgoed en beschermde monumenten sedert 1971. Tegenwoordig is er een restaurant. 
Na vele jaren van leegstand wordt de schuur sedert 2020 gerestaureerd. Voor aanvang van de werken werd eerst een archeologisch onderzoek uitgevoerd.